# Петокладенці
Петокла́денці (болг. Петокладенци) — село в Плевенській області Болгарії. Входить до складу общини Белене.

## Населення
За даними перепису населення 2011 року у селі проживала 381 особа, з них 160 осіб (98,8%) — болгари.
Розподіл населення за віком у 2011 році:
Динаміка населення: